# LONG LOVE -遠嫁日本-
『LONG LOVE-遠嫁日本-』（ろんぐらぶ えんかにほん、中国語題：遠嫁日本）とは、日本と中国の共同制作による2003年のテレビドラマ。全20話。日中平和友好条約締結25周年記念ドラマで、日本の俳優も多く出演している。日本ではBSフジ、サンテレビにて放送。

## 出演
- 程佳匯：耿忠
- 周明麗：伊能静
- 張頴：郭書瑶
- 川井克己：相島一之
- 豊原茂：細川茂樹
- 中山二郎：薬師寺保栄
- 清水優：中野良子
- 豊原彰：宇津井健
- 豊原直子：岡本佳保里
- 豊原俊：松尾政寿
- 川井朝香：赤座美代子
- 川井美子：石橋けい
- 高一兵：修建